# 辽源二战盟军战俘营旧址
辽源二战盟军战俘营旧址是位于中华人民共和国吉林省辽源市西安区的一座历史建筑。该建筑曾位于日本关东军辽源守备队驻扎的“北大营”内，第二次世界大战期间作为“奉天俘虏收容所第二所”，秘密关押了美军菲律宾军区司令喬納森·溫萊特、英國陸軍中将阿瑟·歐内斯特·帕西瓦爾、第21任香港总督楊慕琦等高级官员。2019年10月7日，该遗址入选第八批全国重点文物保护单位。

## 历史

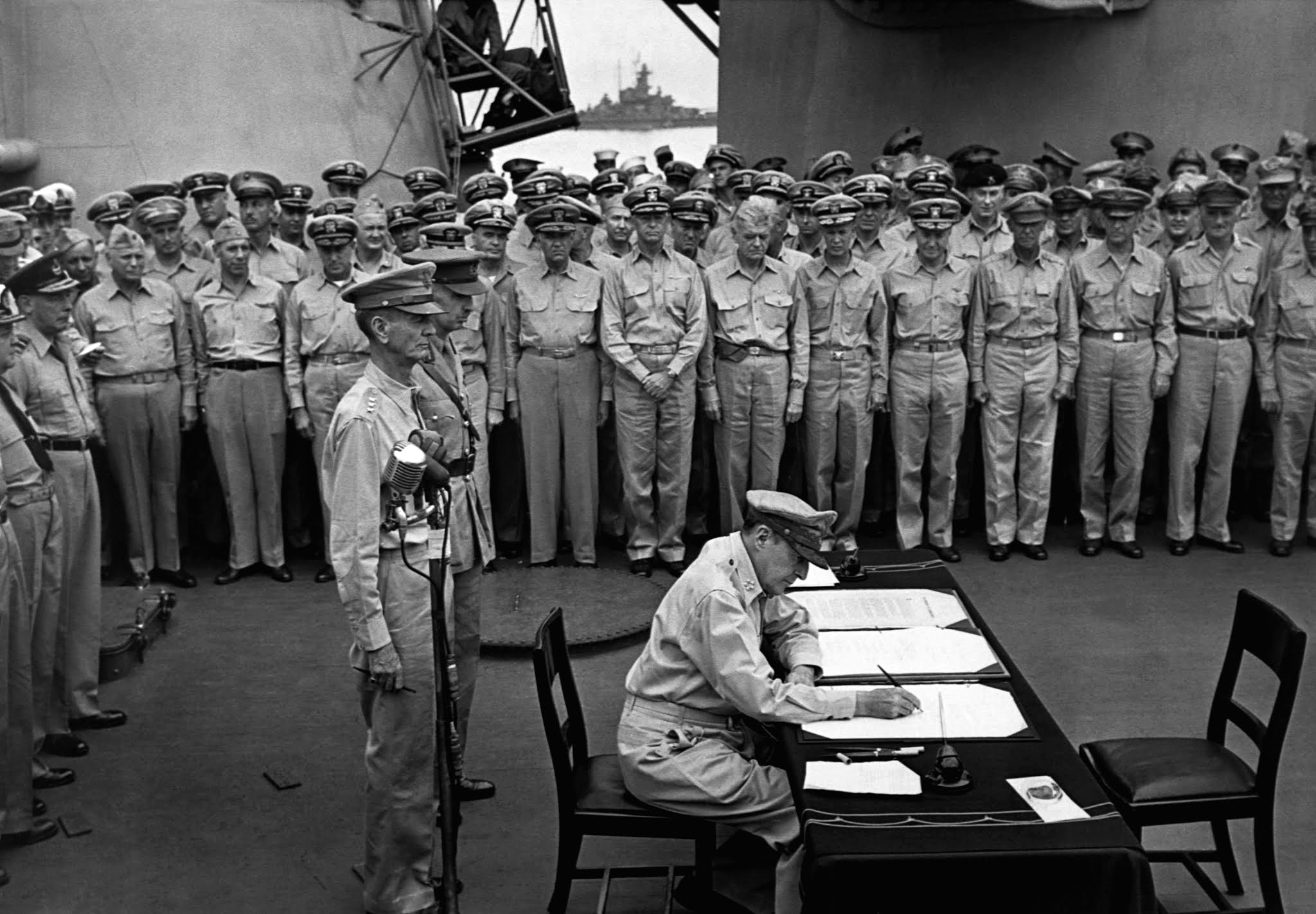
麦克阿瑟将军代表同盟国签署《日本投降书》，背后站着温莱特少将和帕西瓦尔中将

位于辽源市的这个战俘营是沈阳二战盟军战俘营旧址（日称奉天俘虏收容所）的两个分所之一，另一所位于吉林省郑家屯（今双辽市）。
1944年12月1日，温莱特将军等高级军官乘火车，被押送至此战俘营。战俘营的头目是原井中尉。此前，美军截获的一份日军俘虏情报局发自昭和二十年一月十九日的“移管俘虏通报”中，也有移交俘虏的记载。温莱特等人被关押至此后，每人被发了一个说明，指出每件物品必须放置的位置。有一天温莱特将军把自己的绒线帽和长靴给了没有保暖衣物的卡罗尔中士，被原井发现后，指出这些衣服只有军官可以穿。之后，每天原井都会搜查温莱特的房间。战俘们仅在日本重要官员来参观时，才有白面馒头吃，并被警告不得对来者透露平时的饮食。在吸烟问题上，日本人不给他们足够的红十字会送来的烟。作为替代，他们有时会被允许买不太好的日本香烟。温莱特将军在吸完平时能得到的六支烟后，常切开烟头，用烟斗吸烟丝。圣诞节上，战俘们并没有得到承诺的鸡和鸡蛋。并由于忽视体检，战俘们得了牙科疾病，但日本牙医只用原始而普通的技术与材料填补他们的牙洞，然后牙医也拒绝帮他们拔掉牙齿断掉后剩余的牙根。1945年3月21日，日本人停止了供热，之后很多战俘都得了感冒，日本人作出让步供了一个星期的热，但只供早晚。
“1945年8月29日，用机枪封锁战俘营的所有出口，不许一个战俘逃出去”的密电被美军情报部门截获。1945年8月16日4时30分，一架由美军飞行员保罗中校驾驶，载着营救小组组长翰西尼上校，医生拉马尔，负责通讯和无线电的斯塔特上士，负责日语翻译的日裔美国人乙藤，和李奇（霍尔·雷斯）的B-24运输机从西安市飞向奉天。由于日本天皇刚刚宣布投降，并且由于《雅尔塔协定》的约束，美军不得派出地面部队进入东北，所以经过6小时15分飞行的小组成员只能跳伞着陆。之后运输机投下了带有补给和通信工具的降落伞。但当运输机返航时，遭遇了一架日军零式战机的自杀式攻击。由于飞行员立即拉回控制轮，使得日军的攻击失败。
营救小组到达了奉天后，由于遇到日本巡逻兵，被俘后的他们被带到奉天大和旅馆对面的一处日本秘密警察驻地，并于当晚被要求在大和旅馆休息。但之后处置他们的日本军官听说了日本投降的消息放了他们后，也使他们成为最早被释放的盟军战俘。第二天一早，小组接受了奉天战俘营的1600名来自美国，英国，澳大利亚和荷兰的战俘。但是温莱特等人并不在其中。于是在调查了奉天战俘营司令官松田大佐之后，得知了温莱特将军在辽源的消息，并于8月18日5时30分向辽源行进。
1945年8月18日，一个名叫威拉德・F的战俘通知了温莱特将军苏联红军进入东北，战争结束的好消息。第二天，原井中尉正式宣布了这个消息。之后小组成员到达辽源解救了温莱特将军等人。24日，温莱特一行35人离开辽源，李奇在他的书中描述到：从战俘营到奉天大约240公里路，当时正值雨季，道很不好走，但是沿途得到了中国老百姓的帮助，使得他们两天后就到达了开原，然后可以乘火车到奉天。27日他们乘飞机离开奉天，随后飞往美国停泊在东京湾的密苏里号战舰，参加日军投降仪式。
但日本人为了隐瞒罪证，将大量档案销毁，转移了大量迫害战俘的日本军人。在辽源解放后，这里曾作为粮库所在地，后来成为辽源军分区驻地。原来20多间关押战俘的营房作为部队财产，曾被用做仓库，工厂和家属宿舍。

## 相关人物
曾经被关押于此的有美国驻菲律宾联军司令温莱特中将，帕克少将，菲律宾美军海港国防司令乔治·摩尔少将，美军菲律宾巴丹岛部队指挥官爱德华·金少将，英国陆军中将阿瑟·歐内斯特·帕西瓦爾，荷属东印度总督加尔·达·凡斯塔尔博格·斯塔夏沃尔，荷兰驻东印度司令考尔中将，澳大利亚的麦克斯维尔准将，驻香港总督杨慕琦爵士、驻婆罗洲总督史密斯、驻苏门答腊总督史皮茨、高等法院大法官摩西尔文等41名二战被俘盟军高级将领。

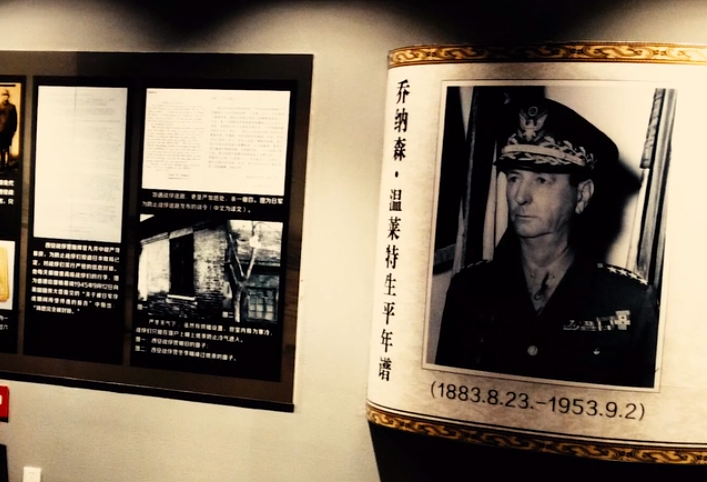
辽源二战盟军战俘营旧址室内关于温莱特将军的描述

温莱特中将在其回忆录《温莱特回忆录》（1948年版）中写道“如果没有中国百姓的帮助，我即使被解救出来也未必能活着离开”。
美国陆军一等兵劳埃德・凯利和荷属东印度群岛（印度尼西亚）陆军士兵约翰尼・卡罗兹曾为温莱特将军制作了一把折叠床改制的椅子。但这椅子也给他们带来了麻烦。因随椅子送来的贺卡上写着“1945年10月活着回家”。然后被原井在检查时发现，之后原井对战俘的态度变得更加恶劣。
作为美军1945年派往奉天执行营救温莱特中将等战俘的美国战略情报局（OSS）奉天战俘营“红色行动”营救小组成员李奇，将这段营救记忆写进他的《奉天日记》。
在辽源市地方志寻找战俘营知情人的同时，辽源战俘营史实研究课题组成员秦品馥老人自制了“寻找北大营遗址知情人”的标语，访问了美术家郝连生等百余位老辽源人，挖掘到了很多史料。

## 有关谜团及研究
“九一八”战争研究会常务副会长兼常务秘书长贾英杰在研究中发现几个谜团：日本人为什么把战俘营设在辽源？旧址地下的通道通向何方？远东国际军事法庭审判后，为什么日本天皇没有被定罪？为什么日本甲级战犯的数量减少？这是否与关押在战俘营的盟军高级军官有关？
为什么此处历史遗迹尘封了60多年？辽源市二战盟军高级战俘集中营史实研究课题组认为：整个菲律宾战事期间，创造了美军历史上投降人数最多，被俘将领级别最高的纪录，这是美国不愿面对的。并且这些战俘可能是日军在战败时谈判的筹码。战后日本与美国迅速结盟，美国不愿提及历史，日本更不敢张扬。
辽源市地方志袁文清副主任贺魏广林，赵杰等人研究后认为在辽源设立战俘营原因包括以下几点：因为战俘营在大城市中很容易被发现，所以设立在距离新京（长春市）100公里左右，奉天（沈阳市）200公里左右，哈尔滨300公里左右的辽源市。当时的四平至梅河口铁路贯穿辽源，交通便利。并且日本在辽源强行接管了东北第二大煤矿-西安煤矿，有经济基础。辽源市与荷兰首都阿姆斯特丹处于同一纬度，适合农作物生长和养殖。并且日本为了控制煤炭生产，建立了伪西安县公署，驻辽源日本领事馆，满人技术教习所等机构，社会稳定。辽源城中有龙首山，城内渭津河，梨树河，半截河，二道河，三道河，沙河等河流交汇，易守难攻。记录以来没有重大自然灾害，曾被列为“皇家鹿苑”。

## 近况

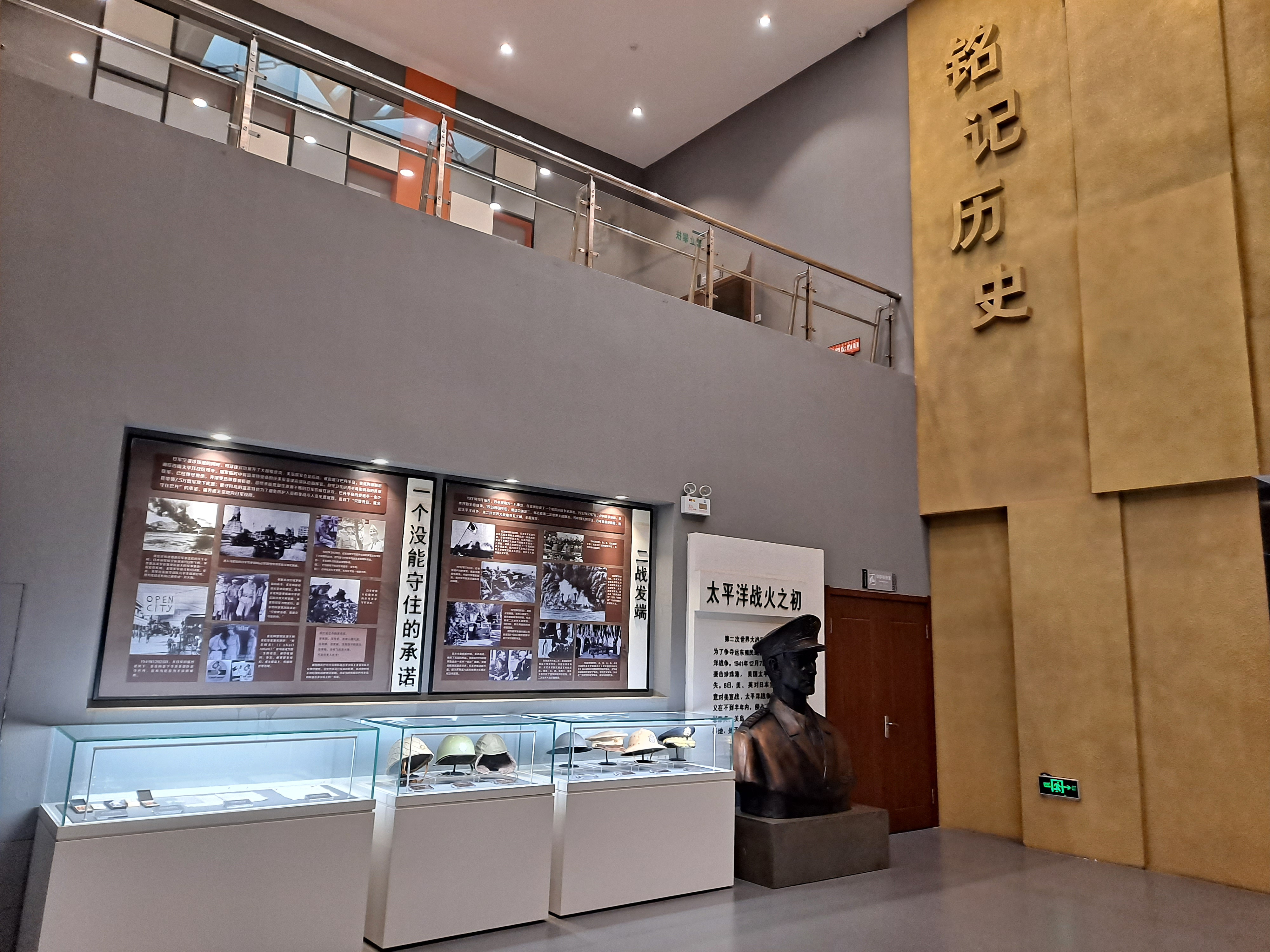
辽源二战盟军高级战俘营旧址展览馆

20世纪末至今，当时的营救小组成员李奇曾12次到访中国东北，寻找此战俘营。1998年，撰写提案保护旧址的张一波收到沈阳第二机床厂高级工程师邓永泉的来信称，他在1955年住的宿舍曾是关押二战盟军战俘的营房。于是之后他收集资料写出了《沈阳美英战俘营旧址纪事》。2003年3月，美国研究战俘文化的民间学者曾到旧址考察，并赠送碑文。2004年9月23日，“美国大华府日本侵略史协会”副会长王鄂与13名协会成员组成的访问团来到旧址考察。
2007年9月18日，张一波，王建学（"九一八战争研究会会长"），贾英杰（九一八战争研究会常务委员会副会长兼任常务秘书长）等11人到旧址考察，认为“北大营”就是此战俘营的所在地。2008年，辽源市文物管理所副所长李君向记者介绍，在辽源警备区司令部大院的东山坡上残留着一栋破旧的平房，就是曾关押过盟军高级将领的集中营，原有的20多间现在仅存5间，房子均为日式建筑。并表示说：“战俘营旧址还没有列入市级文物保护单位，没有经费，想保护维修，却力不从心。并且这里随时有被拆除的可能”。
2008年2月，身为辽源市战俘营课题组顾问的张一波教授，将战俘营沙盘等资料搬到了美国华盛顿，纽约，旧金山等地展览，引起世界关注。同年3月，张一波教授委托辽宁籍全国政协委员冯世良向中国两会提交了一份关于《辽源美英联军高级战俘营遗址应定为不可移动文物并建纪念馆》的提案，并在中国全国政协十一届一次会议上，同样委托提交了《建议立法保护二战辽源盟军高级战俘营集中营遗迹遗址》的提案。冯世良称，这些提案均出自“九一八”战争研究会张一波教授之手。
2008年4月，辽源有关部门在吉林省考古研究所的支持下，发现并出土了两枚日本三八式步枪的子弹壳，一个搪瓷盆，一把短铁锹和一把短洋镐。2009年9月，又发现了
一个锈蚀的铁皮罐头盒子，日式手雷，医用针剂等。
2010年4月14日，吉林省地方志编纂委员会开会，宣布辽源市地方志编纂委员会研究出了二战盟军高级战俘集中营在辽源的重大历史事件。同年辽源市启动战俘营旧址抢救性恢复，文物本体保护工程，2011年启动辽源军分区异地迁建工程，2012年开始进行国内外相关文物征集工作，2014年开始战俘营展览馆建设，和景区综合治理等工程。
现今侵华日军辽源高级战俘营旧址占地面积27954平方米，建筑面积2097平方米。包括太平洋战火，黑色的囚程，将军的故事，战俘的遭遇，活着回家，远逝的背影，二战时期大事记共7个部分。累计投入资金5000万元。

## 相关资料
- 常忆杰. . 吉林大学出版社. 2012-05. ISBN 9787560144412.
- 杨竞. . 沈阳出版社. 2003. ISBN 9787544120258.
- 中央电视台《探索·发现》栏目. . 央视网.   [2019-12-11]. （原始内容存档于2019-12-11）.
- 香港凤凰卫视中文台《凤凰大视野》栏目. .
- 李君; 李英杰. . 吉林文史出版社. 2008. ISBN 9787807027058.